# Ирбинский железоделательный завод
Ирбинский железоделательный завод — первое в Сибири чугуноделательное производство.
Располагался на реке Ирба. Завод работал на руде Ирбинского железорудного месторождения. До этого руду использовали проживавшие в Тубинском княжестве хакасы. Князец Кураги показал енисейскому воеводе Римскому-Корсакову нож, изготовленный из Ирбинского железа. Так стало известно о месторождении.
В 1732 году абаканский кузнец Косеевич начал плавить руду в деревне Ирба. В 1737 году указом Сената принимается решение о строительстве казённого Ирбинского железорудного завода. Вместе с Ирбинским заводом одновременно строился Луказский медеплавильный завод.
В ноябре 1737 года руководить строительством заводов прибыл из Колывани поручик Исай Лукашов. Плотины строил уральский мастер Роман Латников. Латников (старообрядец) до этого строил плотины Сысертского и Сылвинского заводов.
С поручиком Лукашовым солдаты приконвоировали около 300 ссыльных и 216 человек, работавших на заводах и рудниках Урала. В мае 1738 года началось строительство Ирбинского завода. Большая часть строительства была завершена к ноябрю 1738 года.
Позднее были достроены доменная фабрика, кузница, молотовая и фурмовая фабрики. 26 февраля 1740 года была пущена ирбинская домна. 18 марта 1740 года на Ирбинском заводе начали ковать полосовое и брусчатое железо два из трех молотов. Вокруг Ирбинского завода была построена палисадная крепость, два бастиона, башня над воротами. Внутри крепости разметили четыре улицы на 52 двора. В обоих заводах работали словесные школы. Заводы работали на древесном угле. Древесный уголь и другие грузы доставляли на заводы приписные крестьяне.

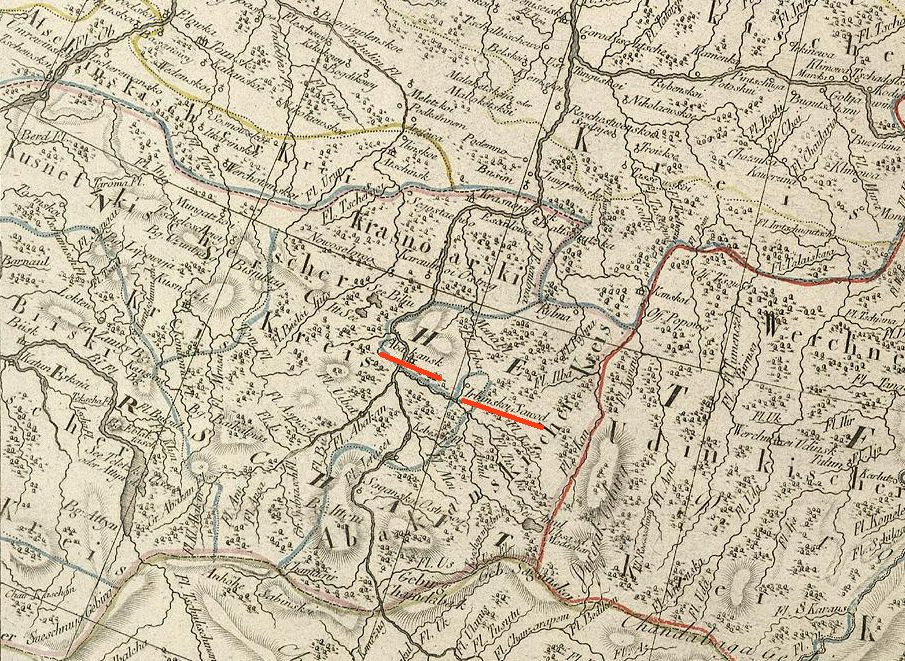
Абаканск и Ирбинский завод на германской карте 1792 года

Вначале Ирбинский завод поставлял свою продукцию для строительства Луказского медеплавильного и Ирбинского заводов. Ирбинский завод произвёл в 1740 году более 28 тысяч пудов чугуна и железа, в 1741 году — более 32 тысяч пудов, в 1742 и 1743 годах производство снизилось до 7 и 8 тысяч пудов, а в 1744 году — до 1199 пудов. Менее одного процента продукции было продано на местном рынке — в Абаканский острог, 81 % изделий пошёл на нужды самого завода, остальное — продано в другие казённые заводы. Пятилетняя деятельность Ирбинского завода принесла казне значительный убыток. Завод за время своего существования несколько раз закрывался и менял владельцев.
С 1759 года завод поставлял свою продукцию для барнаульских заводов. Готовое железо сплавляли по рекам Туба, Енисей, Чулым.
В 1772 (1774?) году завод передан в купеческое содержание московскому купцу Ивану Григорьевичу Савельеву. В 1780 — 1788 годы завод произвёл 170800 пудов железа, чугуна и посуды. Из них около 70 % продукции были проданы частным потребителям, а треть поставлена на нерчинские и алтайские кабинетские предприятия. Из-за проблем со сбытом продукции к концу 1780-х годов он полностью завод разорился.
В 1801 году завод перешёл в распоряжение иркутскому купцу Е. Кузнецову и казанскому Патюкову. В первой четверти XIX века Ирбинский завод был единственным в Сибири частным заводом в чёрной металлургии. После смерти купца Патюкова в 1829 года завод закрылся. Практически все железоделательное производство в Сибири оказалось сконцентрировано на кабинетских и казённых предприятиях.
Завод испытывал трудности со сбытом продукции — в Енисейской губернии существовало большое количество кустарных мастерских, производивших металлическую продукцию. В одном только городе Енисейске в 1865 году работали 33 кузницы, которые производили ежегодно около 30 тысяч пудов железа, что сравнимо с мощностью завода. К тому же в Сибирь в больших количествах завозили железо и чугун с горнозаводских предприятий Урала.
В 1859 и 1867 годах завод уничтожался пожарами. В 1886 году завод конфисковали в пользу государства. Останки завода сохранились вблизи посёлка Большая Ирба Курагинского района Красноярского края. Колокола и иконы Екатерининской церкви Ирбинского завода были использованы при строительстве церкви (1886 год) в селе Берёзовское Курагинского района. Церковь также стала называться Екатерининской.
До 2013 года Ирбинское железорудное месторождение разрабатывала «Евразруда». В 2013 году Ирбинский рудник приобрела Краснокаменская железорудная компания из Курагинского района Красноярского края.